# الطيب المهيري
الطيب المهيري، سياسي ومحامي تونسي، ولد في 25 جويلية 1924 وتوفي في 29 جوان 1965 بتونس، تقلد حقيبة وزارة الداخلية ويُنظر له على أنه أحد أبرز رموز الحركة الوطنية التونسية وقادة نضالها ضد الإستعمار الفرنسي وأحد بُناة الدولة الوطنية التونسية غداة الإستقلال .

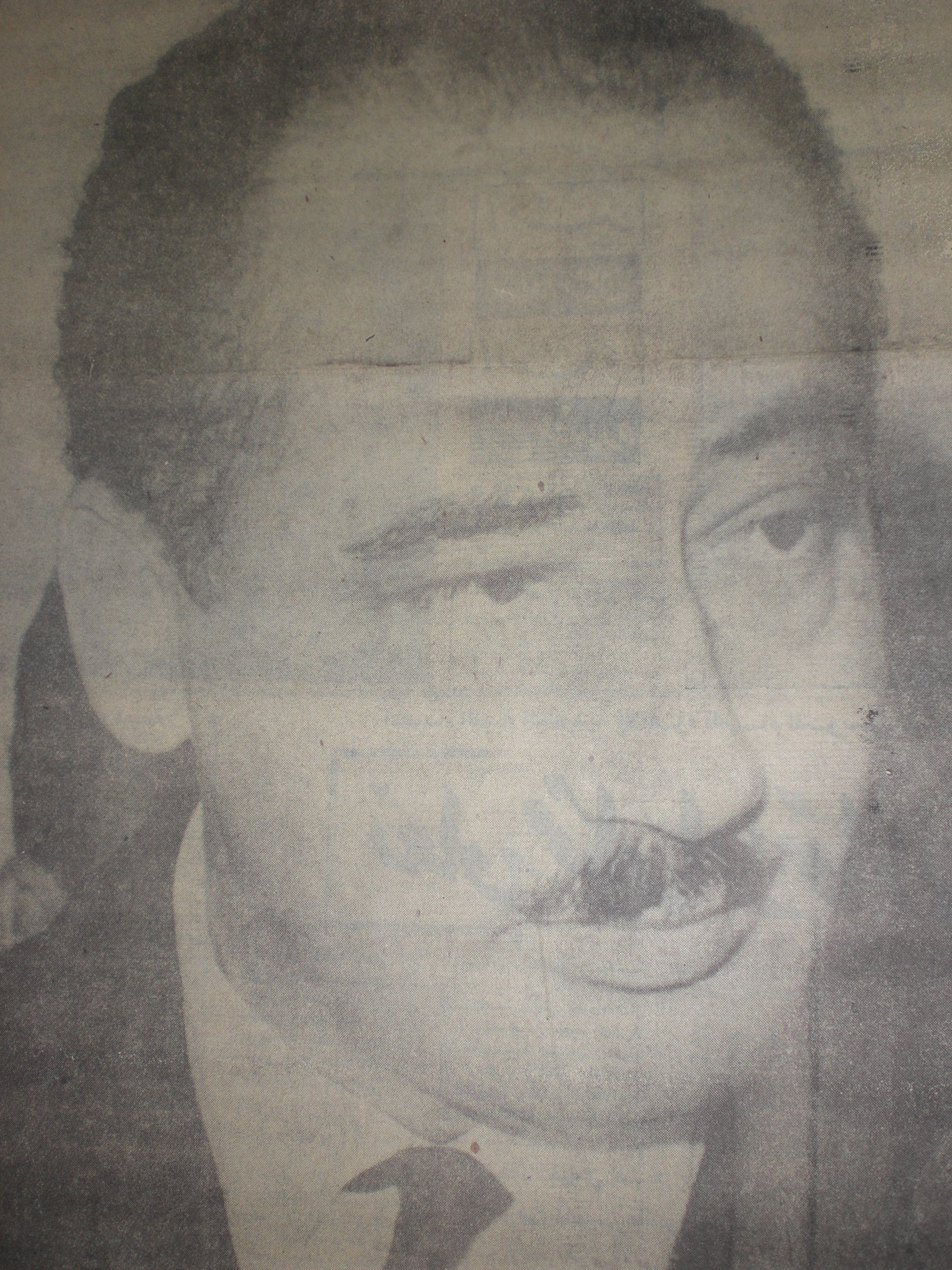
صورة الطيب المهيري كما تصدرت جريدة العمل عند وفاته في جوان 1965

## حياته
وُلد في ضاحية المرسى في 25 جويلية 1924، وبرز منذ سنوات شبابه المبكرة كناشط سياسي ووطني. انخرط في صفوف الحزب الدستوري الجديد سنة 1938 عبر الشعبة الدستورية في المرسى، وكان من بين أنشط أعضائها. ما لبث عقبها أن بدأ يحضر الاجتماعات الحزبية ويشارك بفعالية في النوادي الدستورية. حين اشتدت الضغوط الاستعمارية بعد الحرب العالمية الثانية، لم يكن المهيري بمنأى عن الكفاح السري، بل كان من مؤسسي مجموعة “الهلال” السرية التي أسهمت في تحرير جريدة “الهلال”، والتي كانت أحد أصوات الحركة الوطنية في تلك الفترة.

## النشاط السياسي السري والمقاومة
كان الطيب المهيري، إلى جانب قيادات مثل مراد بوخريص وحسيب بن عمار، من كبار المسؤولين عن “الهلال”، وكان يُشرف على تحرير وتوزيع الجريدة تحت رقابة استعمارية مشددة. نظرا للتحديات الأمنية، كانت عملية الطباعة تتم في أماكن سرية، منها منازل أصدقائه نور الدين القماطي وعبد الكريم الصائم، الذين كانوا من الشباب الذين درسوا في الصادقية وتبنوا الفكر الدستوري. هذا النشاط السري أثبت قدرته على التنظيم والعمل في ظل القمع الاستعماري، مما ساعد على تعزيز المقاومة وتوحيد جهودها.

## الدراسة في فرنسا واستمرار النشاط السياسي
بين عامي 1947 و1948، انتقل الطيب المهيري إلى مدينة “ديجون” بفرنسا، حيث أكمل الجزء الثاني من الباكالوريا، ثم انتقل إلى باريس لمواصلة دراسته في كلية الحقوق، كما تابع دروس الفلسفة في كلية الآداب. لم يقتصر نشاطه في فرنسا على الدراسة الأكاديمية، بل استمر في النضال السياسي من خلال جمعية طلبة شمال إفريقيا المسلمين، كما انتُخب كاتبا عاما للجامعة الدستورية للطلبة التونسيين في فرنسا. وكان له دور بارز في الشعبة الدستورية بباريس، حيث شارك في العديد من المؤتمرات الدولية مثل مؤتمر السلم العالمي.

## العودة إلى تونس واستئناف النضال
عاد الطيب المهيري إلى تونس في فترة حساسة بعد انتهاء الحرب العالمية الثانية، حيث انتعش النشاط السياسي مع عودة الزعيم الحبيب بورقيبة من القاهرة. في هذه الفترة، انتُخب المهيري كاتبًا عامًا للجامعة الدستورية لتونس والأحواز، ولعب دورًا رئيسيًا في تنظيم الحركة الوطنية بعد اعتقال الزعماء الوطنيين. كان عضوًا في الديوان السياسي الثاني وساهم في تنظيم المقاومة في الجبال والأرياف، حيث زوّد المقاومين بالعتاد، إلا أنه اعتُقل في ماي 1952 وسُجن في عدة محتشدات وسجون، من بينها سجن زعرور وتطاوين، مما لم يمنعه من مواصلة تكوينه السياسي.

## ما بعد الاستقلال: بناء الدولة
بعد الإفراج عنه في سبتمبر 1952، عُيّن الطيب المهيري عضوًا في الديوان السياسي الثالث، واستمر في نشاطه الوطني حتى نيل تونس استقلالها في 1956. بعد ذلك، تولى مهامًا مهمة في الدولة الناشئة، حيث انتُخب عضوًا بالمجلس القومي التأسيسي، ثم عُيّن وزيرًا للداخلية في أفريل 1956. في هذا المنصب، أسهم بشكل كبير في إعادة هيكلة جهاز الأمن الداخلي، وتعزيز الأمن والاستقرار في تونس خلال فترة التحول الكبير. أثناء توليه وزارة الداخلية، ألقى المهيري خطابًا تاريخيًا بمناسبة تدشين مقر معتمدية تونس العاصمة (الذي كان كنيسة في الحقبة الاستعمارية) في 20 مارس 1956، حيث أكد فيه على ضرورة تحرير تونس من رموز الاستعمار، مشددًا على أن النضال ضد “الجندي والمعمّر ورجل الكنيسة” كان باستخدام العقل والسياسة والقوة.

## المشاركة في المؤتمرات والمهام السياسية
كان للطيب المهيري دور فعال في العديد من المؤتمرات والندوات الدولية، حيث مثّل تونس في الندوة المغاربية التي انعقدت بمدينة طنجة في أفريل 1958. كما أعيد انتخابه في الديوان السياسي للحزب الحر الدستوري في مؤتمر سوسة 1959، وتقلد مهام أمين عام مساعد للحزب، وأصبح نائبًا بمجلس الأمة. كان أيضًا من كبار المؤيدين للعمل المغاربي المشترك، وأسهم في ترسيخ التعاون بين دول شمال إفريقيا.

## الوفاة والإرث
توفي الطيب المهيري في 29 جوان 1965 عن عمر ناهز 41 عاما، مخلفا وراءه إرثا كبيرا من النضال الوطني وبناء الدولة. على الرغم من وفاته المبكرة، إلا أن جهوده في مقاومة الاستعمار وبناء المؤسسات التونسية الحديثة تظل منارة يُستضاء بها.